# 尖閣弟切草
尖閣弟切草或钓鱼岛金丝桃（學名：Hypericum senkakuinsulare）是金絲桃科金絲桃屬的植物，是釣魚台列嶼（尖閣諸島）釣魚台（魚釣島）的特有植物。分佈於釣魚台（魚釣島）的斷崖的風衝地。

## 保護
- 日本環境省「絶滅危懼IA類(CR)」

## 外部連結
- J-IBIS絶滅危惧種情報 （页面存档备份，存于）
- 尖閣諸島の生き物たち